# Euryobeidia languidata
Euryobeidia languidata är en fjärilsart som beskrevs av Walker 1915. Euryobeidia languidata ingår i släktet Euryobeidia och familjen mätare. Inga underarter finns listade i Catalogue of Life.